# 御前崎市
御前崎市（おまえざきし）は、静岡県西部にある市。人口は約3万人。太平洋の遠州灘に面しており、御前崎を有する。電力、水産、観光を主な産業としている。

## 地理
静岡県の西部地方、遠州東部（東遠地域）にあり、遠州の東南端に位置する。御前崎は静岡県の（内陸部）最南端である。

### 河川
- 中西川
- 新野川
- 高松川

### 湖沼
- 桜ヶ池
- 石原池

### 海岸地形
- 御前崎
- 浜岡砂丘

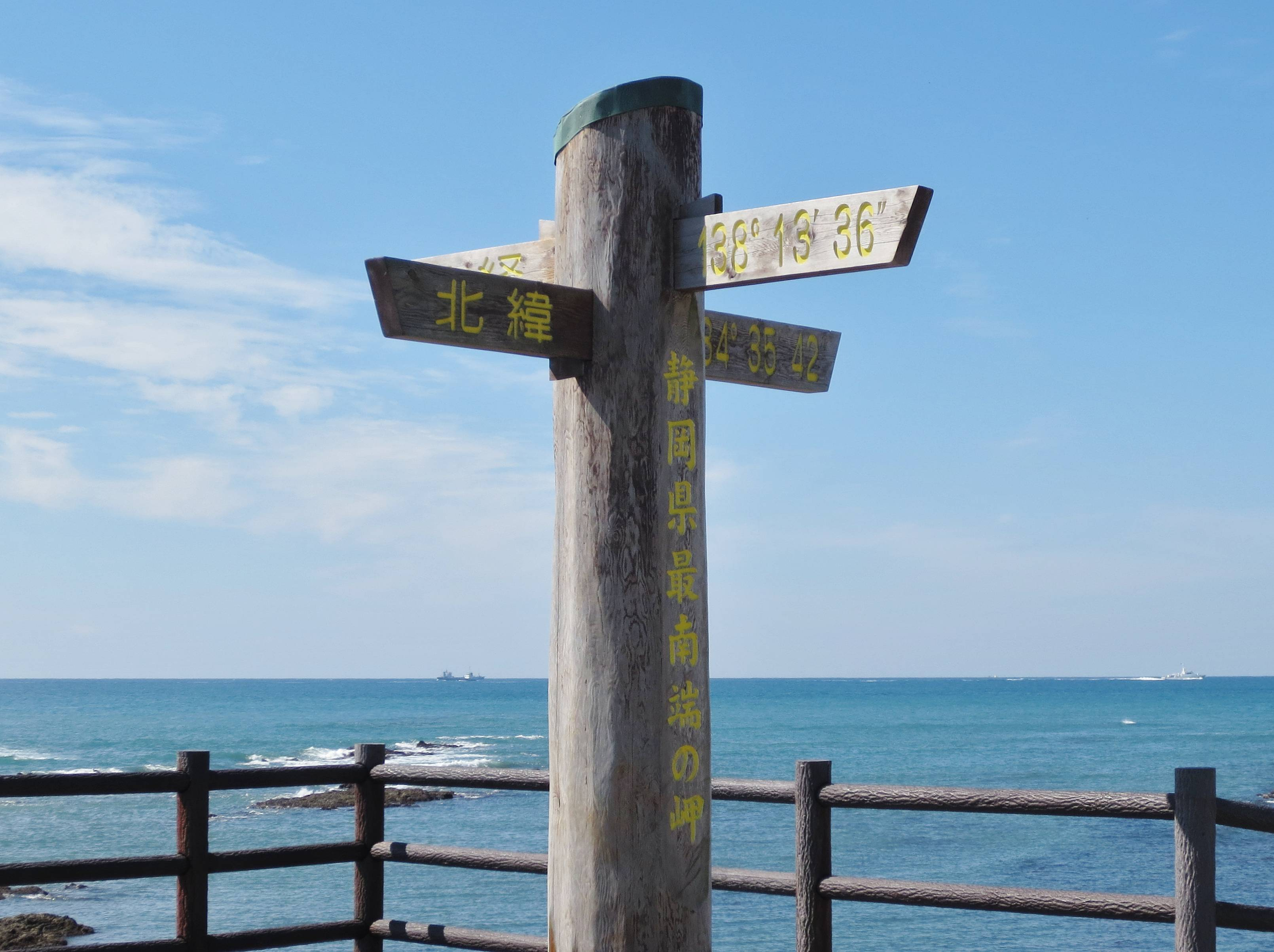
県最南端の岬の碑（御前崎）
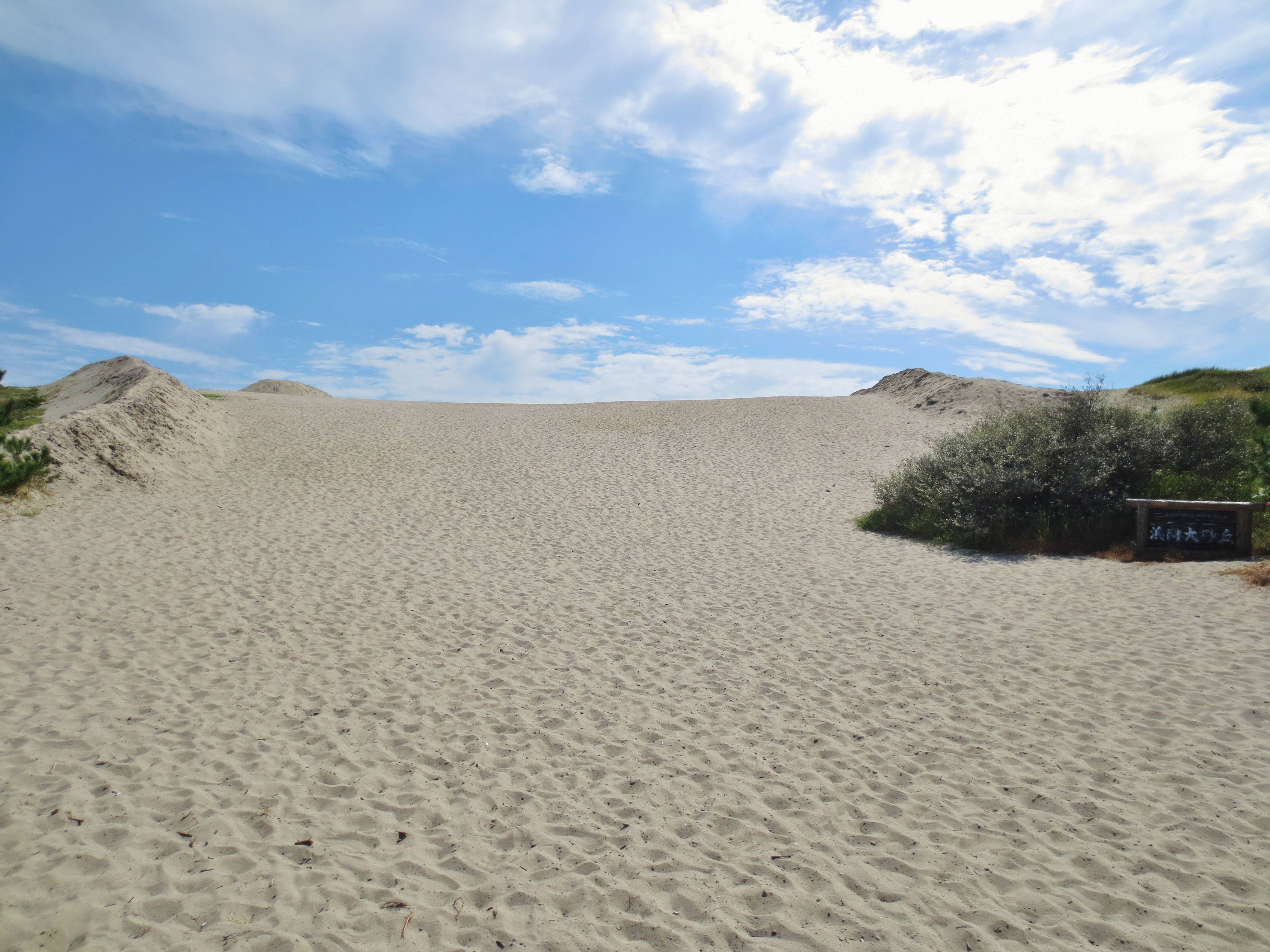
浜岡砂丘

南海トラフ巨大地震が発生した際には、最大13mの津波が到達することが予想されている。

### 気候
太平洋側気候に属する。御前崎市は沿岸部に位置するため夏の暑さは周辺の地域に比べて厳しくないが、周辺の地域より風が強いのが特徴である。冬は晴天が多く降雪は稀だが、「遠州のからっ風」と呼ばれる強い季節風の影響を受けるためさらに風が強くなり、晴れていても時には風速10m/sを超える強風が吹くことがあるため、気温より寒く感じられる日が多い。
| 御前崎特別地域気象観測所（御前崎市御前崎、標高45m）の気候 | 御前崎特別地域気象観測所（御前崎市御前崎、標高45m）の気候 | 御前崎特別地域気象観測所（御前崎市御前崎、標高45m）の気候 | 御前崎特別地域気象観測所（御前崎市御前崎、標高45m）の気候 | 御前崎特別地域気象観測所（御前崎市御前崎、標高45m）の気候 | 御前崎特別地域気象観測所（御前崎市御前崎、標高45m）の気候 | 御前崎特別地域気象観測所（御前崎市御前崎、標高45m）の気候 | 御前崎特別地域気象観測所（御前崎市御前崎、標高45m）の気候 | 御前崎特別地域気象観測所（御前崎市御前崎、標高45m）の気候 | 御前崎特別地域気象観測所（御前崎市御前崎、標高45m）の気候 | 御前崎特別地域気象観測所（御前崎市御前崎、標高45m）の気候 | 御前崎特別地域気象観測所（御前崎市御前崎、標高45m）の気候 | 御前崎特別地域気象観測所（御前崎市御前崎、標高45m）の気候 | 御前崎特別地域気象観測所（御前崎市御前崎、標高45m）の気候 |
| 月                                                        | 1月                                                       | 2月                                                       | 3月                                                       | 4月                                                       | 5月                                                       | 6月                                                       | 7月                                                       | 8月                                                       | 9月                                                       | 10月                                                      | 11月                                                      | 12月                                                      | 年                                                        |
| --------------------------------------------------------- | --------------------------------------------------------- | --------------------------------------------------------- | --------------------------------------------------------- | --------------------------------------------------------- | --------------------------------------------------------- | --------------------------------------------------------- | --------------------------------------------------------- | --------------------------------------------------------- | --------------------------------------------------------- | --------------------------------------------------------- | --------------------------------------------------------- | --------------------------------------------------------- | --------------------------------------------------------- |
| 最高気温記録 °C （°F）                                    | 19.2 (66.6)                                               | 22.8 (73)                                                 | 23.5 (74.3)                                               | 25.5 (77.9)                                               | 27.6 (81.7)                                               | 31.6 (88.9)                                               | 36.7 (98.1)                                               | 36.4 (97.5)                                               | 33.7 (92.7)                                               | 29.8 (85.6)                                               | 26.1 (79)                                                 | 22.6 (72.7)                                               | 36.7 (98.1)                                               |
| 平均最高気温 °C （°F）                                    | 10.7 (51.3)                                               | 11.5 (52.7)                                               | 14.4 (57.9)                                               | 18.3 (64.9)                                               | 21.9 (71.4)                                               | 24.4 (75.9)                                               | 27.9 (82.2)                                               | 29.8 (85.6)                                               | 27.4 (81.3)                                               | 23.0 (73.4)                                               | 18.2 (64.8)                                               | 13.1 (55.6)                                               | 20.1 (68.2)                                               |
| 日平均気温 °C （°F）                                      | 6.9 (44.4)                                                | 7.5 (45.5)                                                | 10.5 (50.9)                                               | 14.7 (58.5)                                               | 18.6 (65.5)                                               | 21.5 (70.7)                                               | 25.0 (77)                                                 | 26.7 (80.1)                                               | 24.4 (75.9)                                               | 19.9 (67.8)                                               | 14.8 (58.6)                                               | 9.4 (48.9)                                                | 16.7 (62.1)                                               |
| 平均最低気温 °C （°F）                                    | 3.3 (37.9)                                                | 3.5 (38.3)                                                | 6.5 (43.7)                                                | 11.2 (52.2)                                               | 15.6 (60.1)                                               | 19.3 (66.7)                                               | 22.9 (73.2)                                               | 24.5 (76.1)                                               | 21.9 (71.4)                                               | 17.0 (62.6)                                               | 11.4 (52.5)                                               | 5.8 (42.4)                                                | 13.6 (56.5)                                               |
| 最低気温記録 °C （°F）                                    | −5.4 (22.3)                                               | −5.2 (22.6)                                               | −3.2 (26.2)                                               | −0.1 (31.8)                                               | 5.1 (41.2)                                                | 11.3 (52.3)                                               | 15.2 (59.4)                                               | 18.5 (65.3)                                               | 11.8 (53.2)                                               | 6.4 (43.5)                                                | 0.7 (33.3)                                                | −3.5 (25.7)                                               | −5.4 (22.3)                                               |
| 降水量 mm （inch）                                        | 78.7 (3.098)                                              | 105.4 (4.15)                                              | 167.5 (6.594)                                             | 200.9 (7.909)                                             | 213.4 (8.402)                                             | 257.0 (10.118)                                            | 221.6 (8.724)                                             | 146.6 (5.772)                                             | 237.5 (9.35)                                              | 255.7 (10.067)                                            | 134.3 (5.287)                                             | 76.2 (3)                                                  | 2,094.8 (82.472)                                          |
| 平均降水日数 （≥0.5 mm）                                  | 6.3                                                       | 7.3                                                       | 10.8                                                      | 10.6                                                      | 10.9                                                      | 13.1                                                      | 10.9                                                      | 8.0                                                       | 12.5                                                      | 10.8                                                      | 8.2                                                       | 6.7                                                       | 116.2                                                     |
| % 湿度                                                    | 59                                                        | 60                                                        | 65                                                        | 71                                                        | 78                                                        | 85                                                        | 87                                                        | 84                                                        | 79                                                        | 73                                                        | 68                                                        | 62                                                        | 73                                                        |
| 平均月間日照時間                                          | 204.1                                                     | 187.9                                                     | 198.2                                                     | 201.2                                                     | 203.4                                                     | 148.4                                                     | 188.0                                                     | 237.1                                                     | 174.2                                                     | 162.3                                                     | 171.4                                                     | 196.6                                                     | 2,272.8                                                   |
| 出典：気象庁 (平均値：1991年-2020年、極値：1932年-現在)   |                                                           |                                                           |                                                           |                                                           |                                                           |                                                           |                                                           |                                                           |                                                           |                                                           |                                                           |                                                           |                                                           |

### 市内の町
- 浜岡地区
  - 池新田（いけしんでん）
  - 門屋（かどや）
  - 上朝比奈（かみあさひな）
  - 合戸（ごうど）
  - 佐倉（さくら）
  - 塩原新田（しおばらしんでん）
  - 下朝比奈（しもあさひな）
  - 新野（にいの）
  - 比木（ひき）
  - 宮内（みやうち）
- 御前崎地区
  - 御前崎（おまえざき）
  - 白羽（しろわ）
  - 港（みなと）

### 主な自然災害(20世紀以降)
- 1923年9月1日 関東大震災
- 1930年2月13日- 伊東群発地震
- 1930年11月26日 北伊豆地震(三島市で最大震度6、死者272人)
- 1944年12月7日 昭和東南海地震(死者・行方不明者1223人、伊豆から紀伊に津波)(静岡県御前崎市で最大震度6)
- 1974年5月9日 伊豆半島沖地震(静岡県南伊豆町で最大震度5、死者30人、御前崎で小津波観測)
- 1978年1月14日 伊豆大島近海の地震(伊豆大島と横浜市で最大震度5、死者25人)
- 1980年6月25日- 伊豆半島東方沖で群発地震(伊豆大島と熱海市で最大震度5)
- 1989年6月30日- 伊豆半島東方沖で群発地震(熱海市で最大震度4)
- 1989年7月13日 海底火山噴火による手石海丘形成(伊豆東部火山群)
- 1998年4月20日 伊豆半島東方沖で群発地震(伊豆大島と熱海市・伊東市で最大震度4)
- 2009年8月9日 東海道南方沖で地震(最大震度4)
- 2009年8月11日 駿河湾地震(静岡県御前崎市などで最大震度6弱)

### 隣接している自治体・行政区
静岡県
- 掛川市
- 菊川市
- 牧之原市

## 歴史

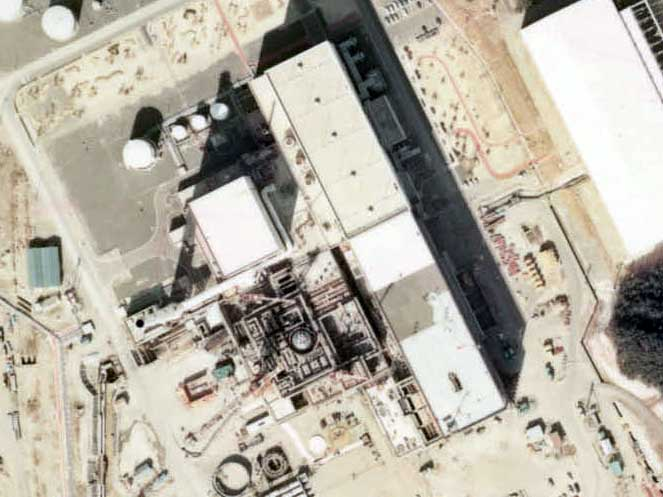
建設中の浜岡原子力発電所。

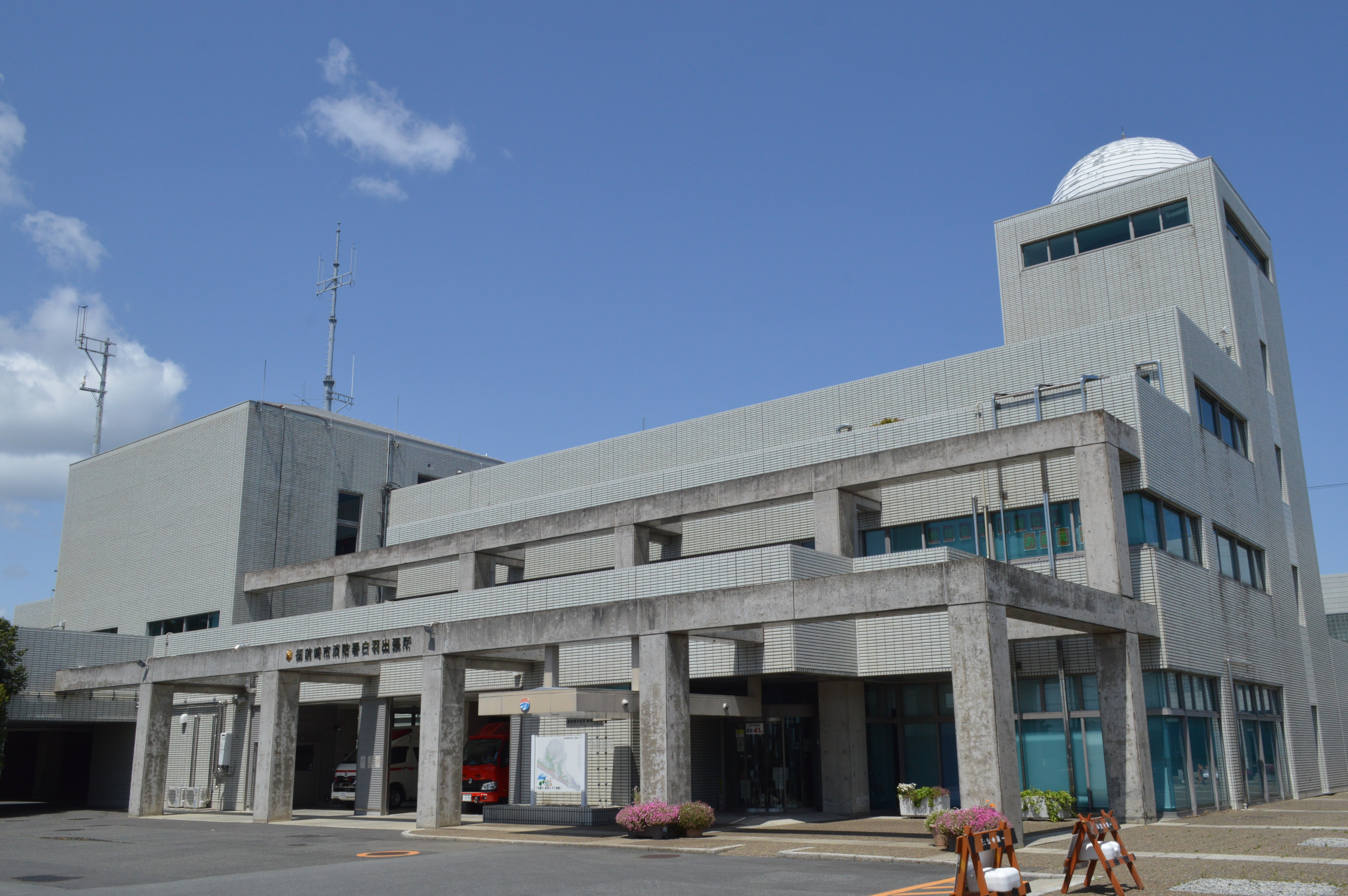
御前崎支所

- 2004年（平成16年）4月1日 - 榛原郡御前崎町、小笠郡浜岡町が合併し市制施行。発足時の人口は約3万5,000人。
  - 合併後の新市名は2003年（平成15年）1月15日、浜岡町役場で開催された第5回合併協議会において決定した。2町とも愛着と誇りを持っており、決定することは大変難しいとされる中、全国的にも有名な「御前崎市」の案が出され、委員の全会一致を以て「御前崎市」に決定した[8]。
  - 第5回合併協議会では合併後の市役所庁舎の位置についても決定となった。当時の財政状況や社会情勢から新庁舎を設けることはせず、浜岡町役場を本庁舎として、御前崎町役場を支所として活用することとなった[8]。
- 2009年（平成21年）8月11日 - 御前崎沖の海上でM6.5の地震が発生。御前崎市では震度6弱の揺れを観測し、6人が負傷、512棟が一部破損するなどの被害があった[9]。

### 市名の由来
市名の由来に関しては2つの説が存在している。
岬の沿岸で海難事故が発生したことから江戸幕府が1635年(寛永12年)に灯台を設置し、観音堂を建立した。「神社の前にある岬」から「御前崎」と呼称されるようになったとするのが第一の説である。
第二の説は、馬の生産地として知られていたことから「御厩崎」(うまやざき)が転じて「御前崎」となったとするものである。
日本地名研究所の所長を務めた谷川彰英は、第一の説が妥当な解釈であると指摘している。

## 行政
- 市長: 下村勝（2024年4月18日 - 、1期目）
- 市議会：定数13人[11]

歴代市長
- 初代: 石原茂雄（2004年4月18日 - 2016年4月17日、3期）
- 第2代: 栁澤重夫（2016年4月18日 - 2024年4月17日、2期）

## 議会

### 市議会
定員：13人（任期：2024年（令和6年）4月18日 - 2028年（令和10年）4月17日）
- 高田和幸
- 福田伸次
- 川口知幸
- 石川貴広
- 村田明彦
- 小田芳久
- 二俣秀明
- 櫻井勝
- 河原﨑恵士
- 植田浩之
- 渥美昌裕
- 阿形昭
- 阿南澄男

### 県議会
| 選挙区                  | 会派     | 人数 |
| ----------------------- | -------- | ---- |
| 御前崎市選挙区（定数1） | 河原崎全 | 1    |

### 衆議院
- 任期：2021年（令和3年）10月31日 - 2025年（令和7年）10月30日（「第49回衆議院議員総選挙」参照）

| 選挙区                                                                                                   | 議員名   | 党派名     | 当選回数 | 備考   |
| --- | -------- | ---------- | -------- | ------ |
| 静岡県第2区（島田市、藤枝市、焼津市、 牧之原市、御前崎市（旧御前崎町域）、榛原郡）                       | 井林辰憲 | 自由民主党 | 4        | 選挙区 |
| 静岡県第3区（浜松市天竜区（旧春野町域）、磐田市、袋井市、 掛川市、菊川市、御前崎市（旧浜岡町域），森町） | 小山展弘 | 立憲民主党 | 3        | 選挙区 |

## 地域

### 人口
| |                                          |  |
| 御前崎市と全国の年齢別人口分布（2005年） | 御前崎市の年齢・男女別人口分布（2005年） |  |
| ■紫色 ― 御前崎市 ■緑色 ― 日本全国 | ■青色 ― 男性 ■赤色 ― 女性                |  |
| 御前崎市（に相当する地域）の人口の推移 \| 1970年（昭和45年） \| 27,402人 \| \| \| 1975年（昭和50年） \| 29,329人 \| \| \| 1980年（昭和55年） \| 30,774人 \| \| \| 1985年（昭和60年） \| 33,479人 \| \| \| 1990年（平成2年） \| 34,237人 \| \| \| 1995年（平成7年） \| 35,316人 \| \| \| 2000年（平成12年） \| 36,059人 \| \| \| 2005年（平成17年） \| 35,272人 \| \| \| 2010年（平成22年） \| 34,700人 \| \| \| 2015年（平成27年） \| 32,578人 \| \| \| 2020年（令和2年） \| 31,103人 \| \| |                                          |  |
| 総務省統計局 国勢調査より |                                          |  |
| 1970年（昭和45年） | 27,402人                                 |  |
| 1975年（昭和50年） | 29,329人                                 |  |
| 1980年（昭和55年） | 30,774人                                 |  |
| 1985年（昭和60年） | 33,479人                                 |  |
| 1990年（平成2年） | 34,237人                                 |  |
| 1995年（平成7年） | 35,316人                                 |  |
| 2000年（平成12年） | 36,059人                                 |  |
| 2005年（平成17年） | 35,272人                                 |  |
| 2010年（平成22年） | 34,700人                                 |  |
| 2015年（平成27年） | 32,578人                                 |  |
| 2020年（令和2年） | 31,103人                                 |  |

### 警察
- 静岡県警察 菊川警察署（菊川市、および御前崎市の全域を管轄）
  - 2006年3月31日までは市東部の旧御前崎町域は榛原警察署（牧之原警察署に名称変更済）が管轄していた。

### 消防・防災
- 御前崎市消防本部（旧・牧之原市御前崎市広域施設組合消防本部）

### 医療
- 御前崎市立御前崎総合病院

### 通信
- 市内全域がNTT西日本 静岡支店の営業区域である。
- 市外局番は市西部（旧浜岡町域）では0537（掛川MA）、市東部（旧御前崎町域）では0548（榛原MA）と分かれている[† 1]が、2007年7月現在、統一される予定はない。
  - 電話番号の変更を伴わずに市外局番の統一を行おうとすると市外局番を「05」で統一しなければならないため事実上不可能。
  - 市外局番の変更を伴う変更（市内の0548地域を0537に、または市内の0537地域を0548に変更）を行うことも考えられるが、対象地域の全世帯・事業所の市内局番が変更されたり、市内区域の変更を伴うため影響が大きい。（ただし過去に同様の変更が行われた例はある。市外局番#静岡県0534、0535、0539エリア（浜松MA、天竜MA）での変更例の舘山寺地区の変更など。）
- 中部電力浜岡原子力発電所の立地による電源立地特別交付金を利用し、中部電力グループの技術協力により市が御前崎ケーブルテレビを運営している。

### 郵便

#### 集配局
- 浜岡郵便局-御前崎市全域の集配業務を担当

#### 普通局
- 御前崎郵便局
- 佐倉郵便局

#### 簡易郵便局
- 白羽簡易郵便局
- 新野簡易郵便局
- 浜岡北原簡易郵便局
- 浜岡小泉簡易郵便局
- 比木簡易郵便局
- 浜岡塩原簡易郵便局（2021年2月1日廃止[12]）

### 電力
- 中部電力 - 浜岡原子力発電所､御前崎風力発電所

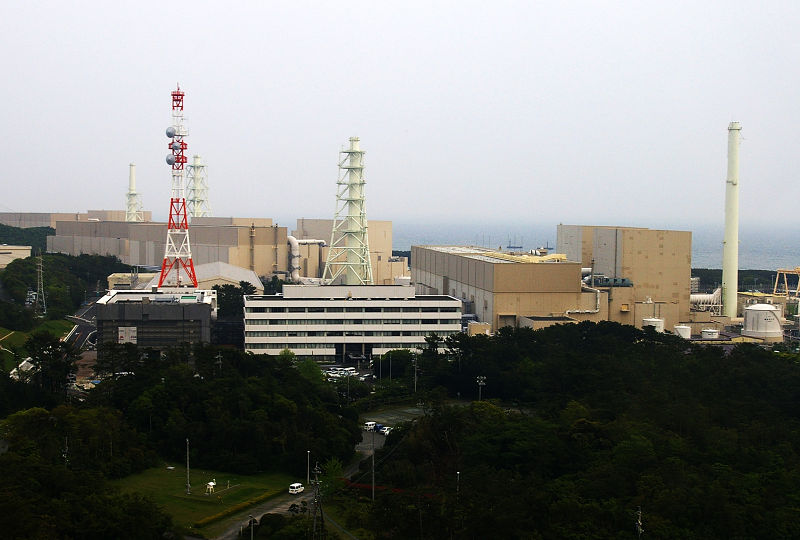
浜岡原子力発電所
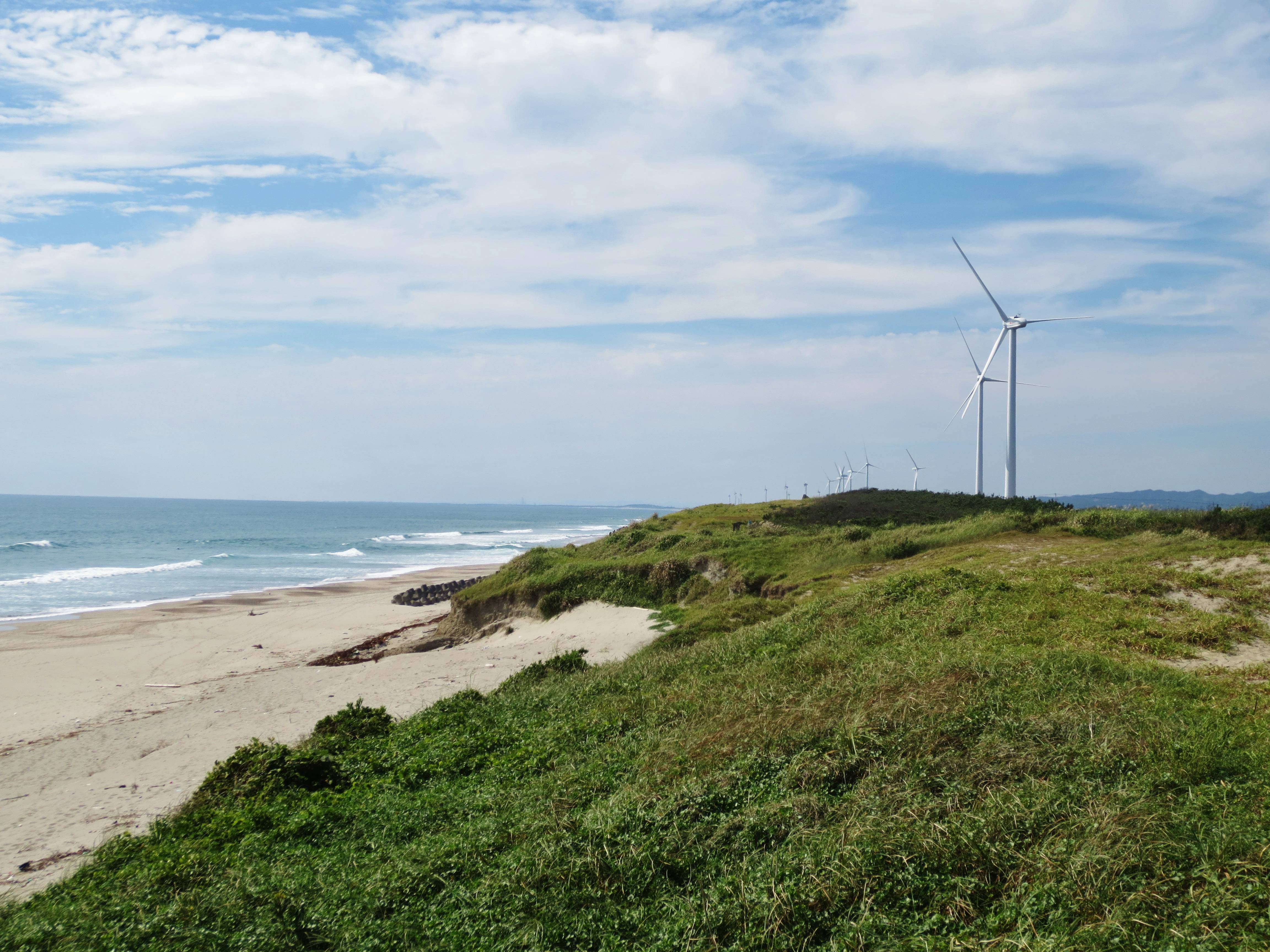
御前崎風力発電所

### ごみ処理
- 牧之原市・御前崎市広域施設組合環境保全センター

### 裁判所の管轄
- 旧浜岡町：静岡地方裁判所掛川支部・掛川簡易裁判所
- 旧御前崎町：静岡地方裁判所（本庁）・島田簡易裁判所

## 国家機関
防衛省
- 航空自衛隊 - 中部航空警戒管制団第22警戒隊御前崎分屯基地
航空自衛隊のレーダーサイト（御前崎分屯基地）が設置されている。

海上保安庁
- 第三管区海上保安本部 - 清水海上保安部御前崎海上保安署

## 経済

### 第一次産業

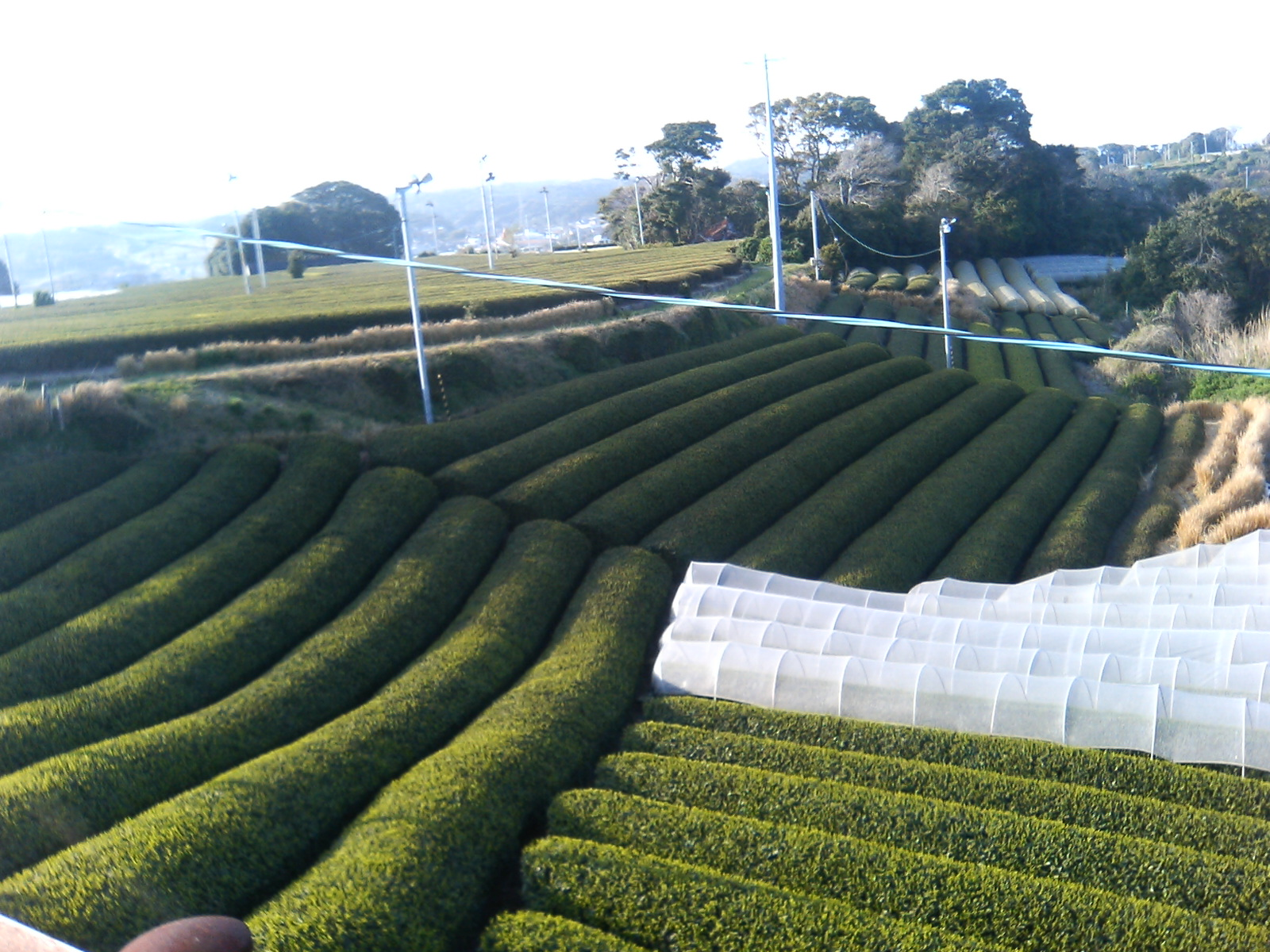
茶畑

- 茶 - 御前崎茶
- いちご
- メロン

### 第二次産業

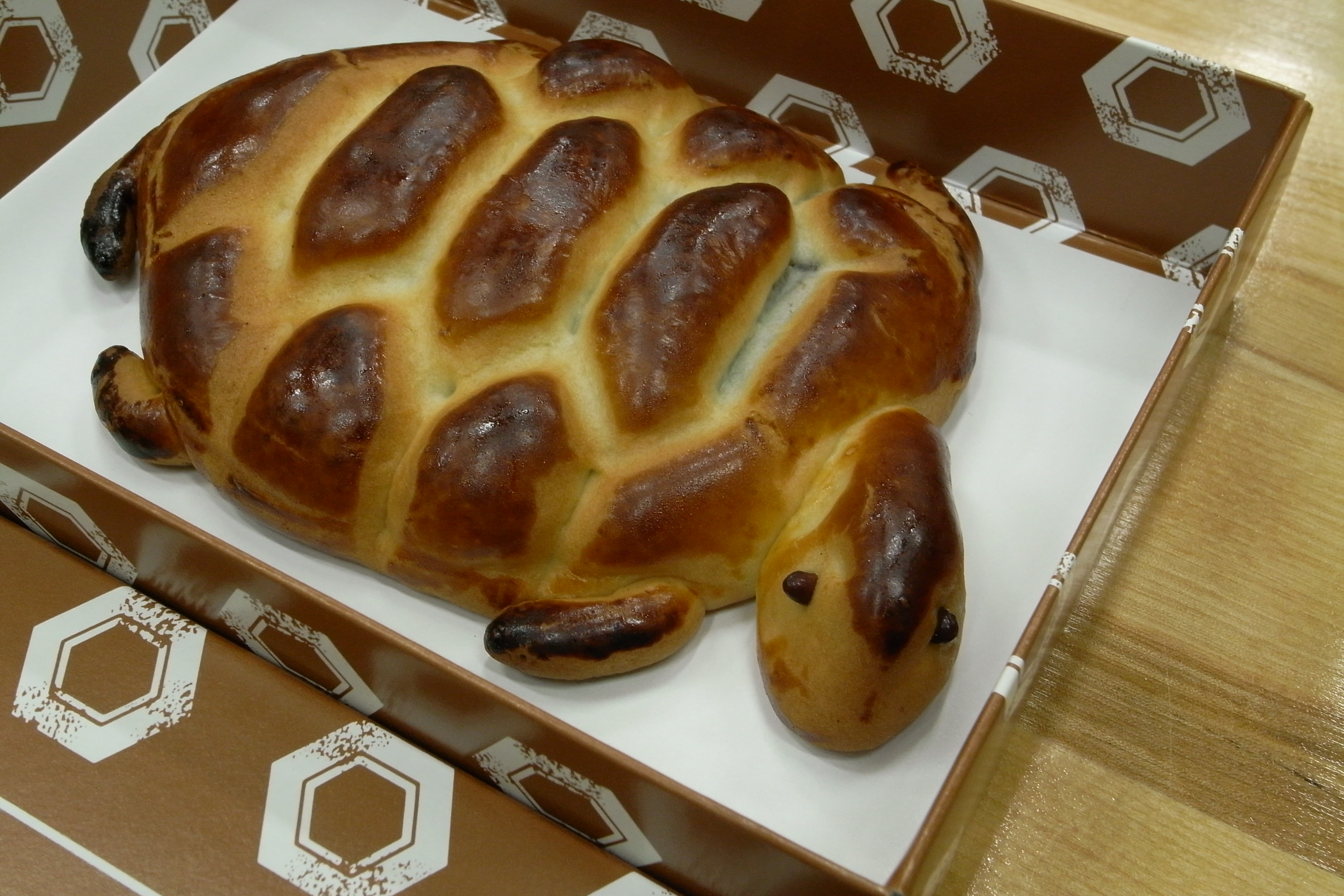
亀まんじゅう

1824年（旧暦文政7年）に遠江国榛原郡白羽村の栗林庄蔵が、さつまいもの新たな加工法として「煮切り干し法」を考案し、「切り干し芋」の原型を生み出したことから、切り干し芋の発祥の地として知られている。のちに茨城県にこの切り干し芋の製法が伝わり、茨城県の郷土料理「干し芋」となった。
- ウシオケミックス御前崎工場
- 木村鋳造所御前崎FM工場
- JA製茶工場
- シェブロンジャパン御前崎事業場
- 杉山製作所静岡工場
- 綜研化学浜岡事業場
- 多摩化学工業浜岡工場
- 中部電力浜岡原子力発電所、御前崎風力発電所
- ナカジマ鋼管浜岡製作所
- 日本特殊塗料静岡工場
- ヤマハ発動機浜岡テストコース
- エイケン工業本社工場

### 第三次産業
主な商業施設
- KOマート御前崎店
- イオンタウン浜岡
- カインズモール御前崎
- 業務スーパー御前崎店
- ケーズデンキ御前崎店
- コメリハードアンドグリーン御前崎店
- ナフコ浜岡店
- ファッションセンターしまむら浜岡店
- マックスバリュ浜岡店
- ワークマン浜岡店

## 姉妹都市・提携都市

### 国外
姉妹都市
- 蔚珍郡（大韓民国慶尚北道）
2009年（平成21年）8月4日 姉妹都市提携[15]

### 国内
提携都市
- 高森町（長野県下伊那郡）
2007年（平成19年）9月24日 友好都市提携[16]

## 教育
御前崎市教育委員会（教育総務課、学校教育課、社会教育課）：御前崎市白羽6171-1

### 専修学校
- 中遠調理師家政専門学校

### 高等学校
県立
- 静岡県立池新田高等学校

### 中学校
市立
- 御前崎市立浜岡中学校
- 御前崎市牧之原市学校組合立御前崎中学校（所在地は牧之原市）

### 小学校
市立
- 御前崎市立御前崎小学校
- 御前崎市立白羽小学校
- 御前崎市立第一小学校
- 御前崎市立浜岡東小学校
- 御前崎市立浜岡北小学校

### その他の教育機関
- 遠鉄浜岡自動車学校

### 図書館
- 御前崎市立図書館「アスパル」

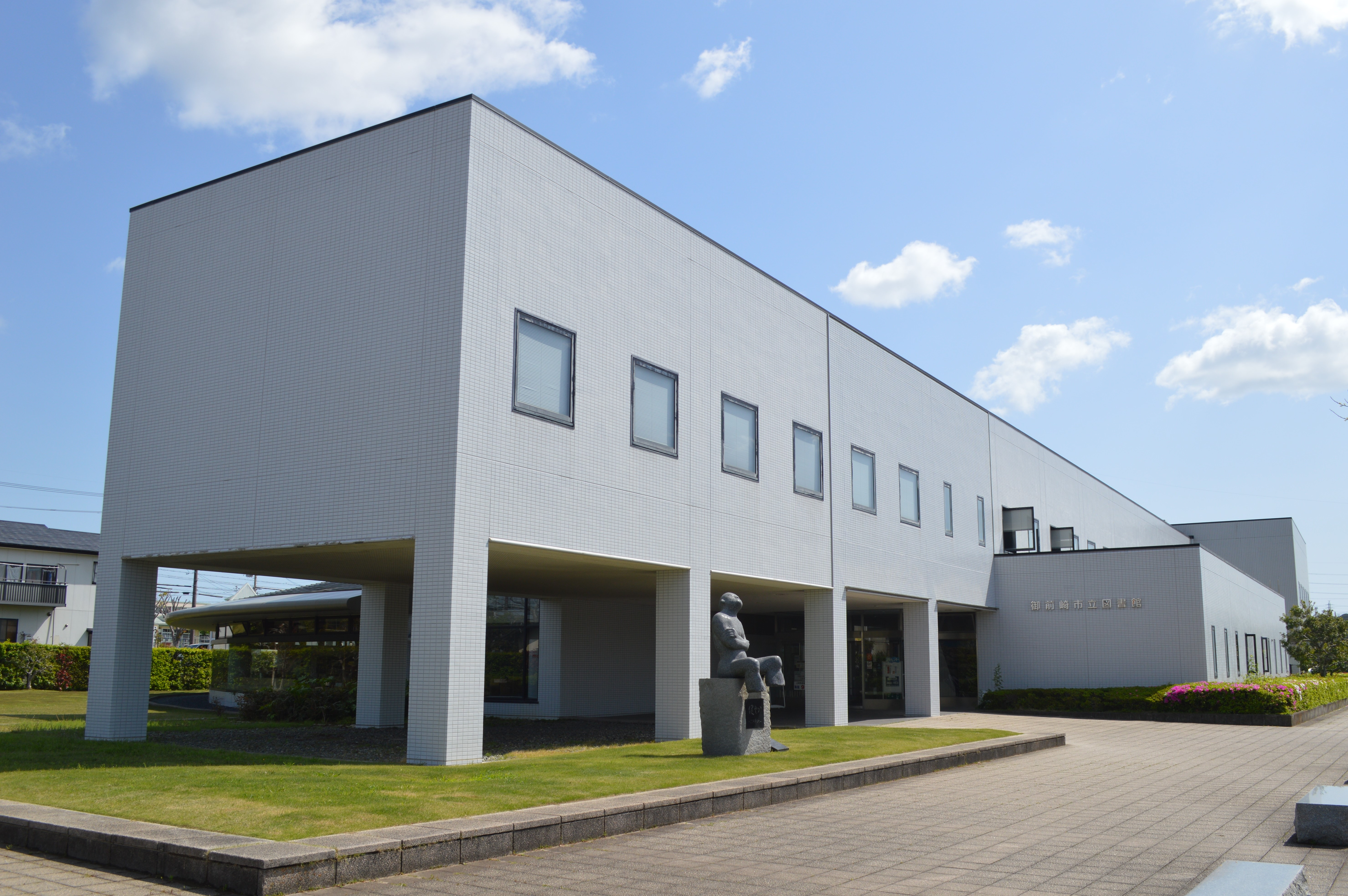
御前崎市立図書館

  - 1964年（昭和39年）3月、浜岡町文化センターに蔵書数約2,000冊の中央公民館図書室が開館。1977年（昭和52年）5月には中央公民館図書室が静岡県原子力広報研修センターに移転し、蔵書数が約9,000冊に増加。1993年（平成5年）7月24日には電源立地促進対策交付金事業として浜岡町立図書館が開館。開館10周年を迎えた2003年度（平成15年度）には小説家の宮尾登美子と鈴木光司の講演会が開催された。2004年（平成16年）4月1日には浜岡町と御前崎町が合併して御前崎市が発足し、浜岡町立図書館は御前崎市立図書館に改称された。2004年度（平成16年度）には増築工事を行って書庫棟が完成した。[17]
  - 御前崎市立図書館は、鉄筋コンクリート及び鉄骨造（一部鉄骨鉄筋コンクリート造）であり、2階建てである。増築前の2003年（平成15年）時点の延床面積は2,287.31m2。2003年4月1日時点の蔵書数は163,991点。[17]

## 交通

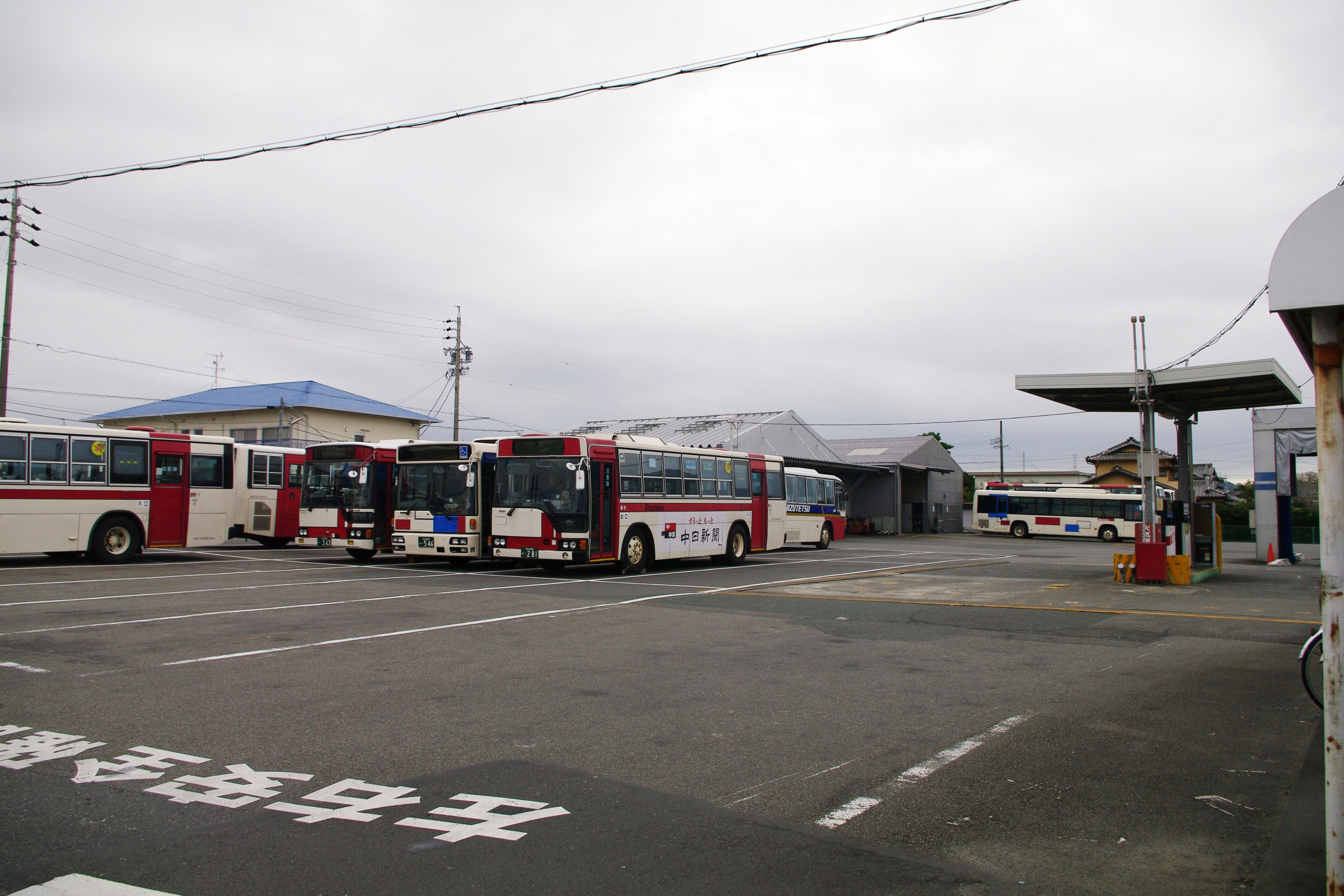
しずてつジャストライン浜岡営業所

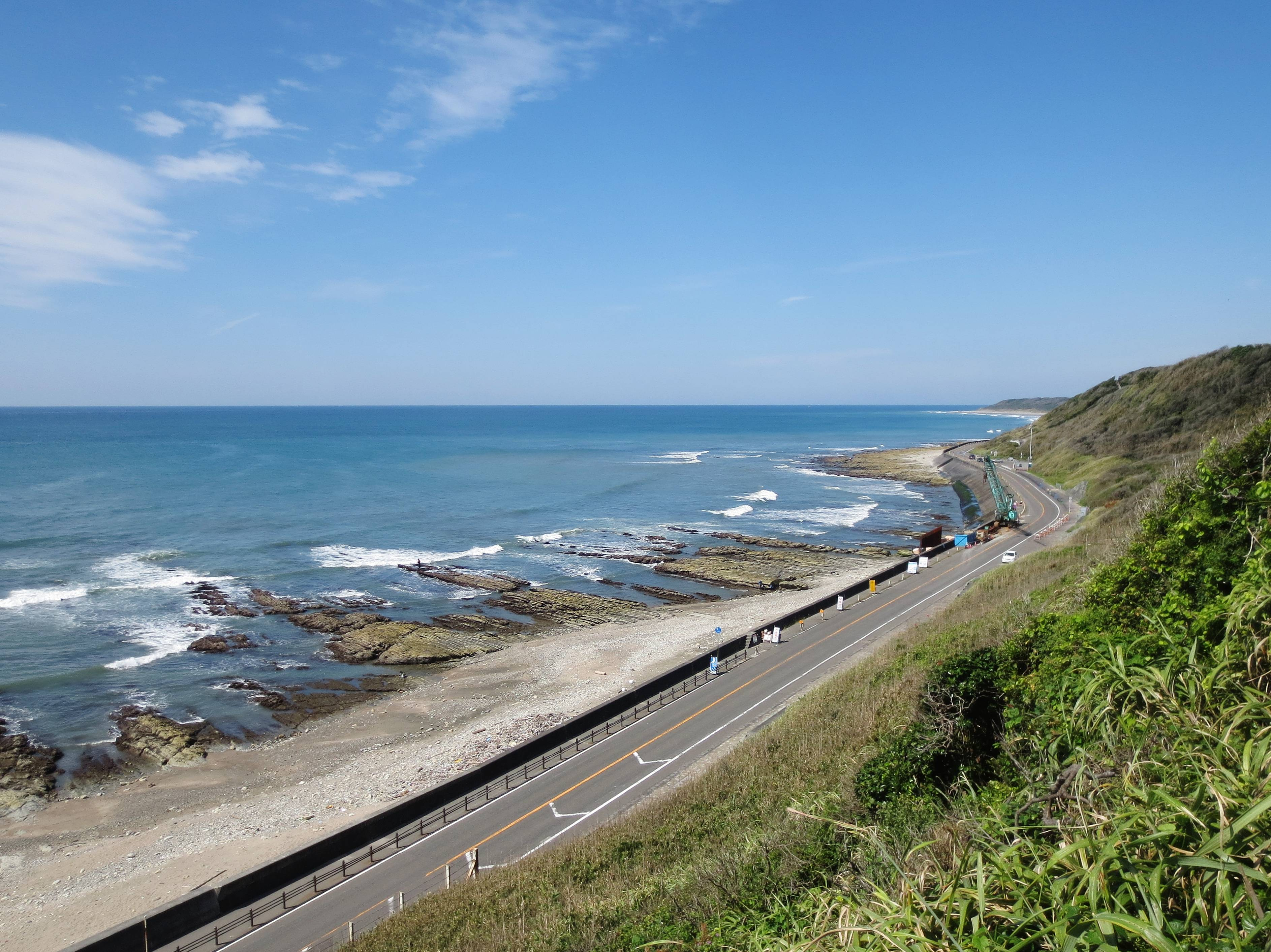
海岸線を走る県道357号

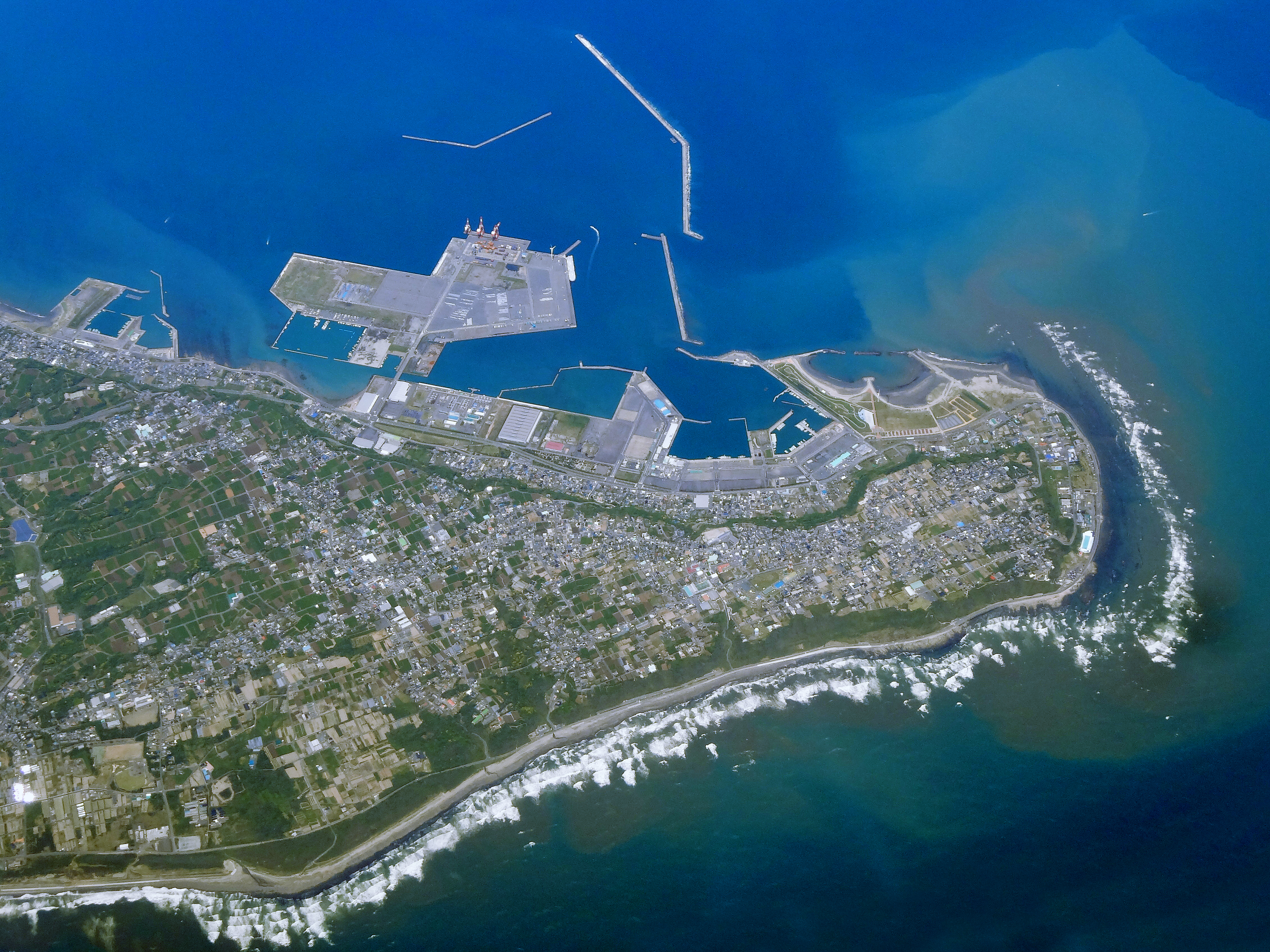
御前崎港

### 鉄道
鉄道は通っていない。最寄り駅は菊川駅。過去に堀之内軌道、1948年から1964年9月まで静岡鉄道駿遠線が旧浜岡町域を走っていた。また戦時中、旧浜岡町域の海岸線一帯に存在していた旧陸軍の遠江射場に軍用軌道が敷設されていた。

### バス路線
市内にしずてつジャストライン浜岡営業所があり、以下の路線が運行されている。
- 菊川浜岡線
- 御前崎市内線
- 相良御前崎線
- 相良浜岡線
- 掛川大東浜岡線（旧：大坂線）

2008年度より相良浜岡線、相良御前崎線が牧之原市との共同での自主運行に切り替わり、御前崎線の浜岡営業所-御前崎海洋センター間が市単独の自主運行に切り替わった。かつて運行していた浜岡循環線については2008年度よりスクールバスに切り替わった。かつて運行していた秋葉中遠線は袋井駅から浜岡営業所まで走っていたが、2009年10月に大東支所で打ち切られた。

### 道路
高速道路
- 東名高速道路相良牧之原IC（牧之原市）、菊川IC（菊川市）

一般国道
- 国道150号

都道府県道
- 静岡県道357号佐倉御前崎港線

### ナンバープレート
- 自動車のナンバープレートは、旧浜岡町が静岡運輸支局浜松自動車検査登録事務所（浜松ナンバー）、旧御前崎町が静岡運輸支局（静岡ナンバー）であったが、2004年4月1日の合併により旧御前崎町の区域が浜松ナンバーの管轄に変更になった。

### 港湾
重要港湾
- 御前崎港

## 名所・旧跡・観光スポット・祭事・催事

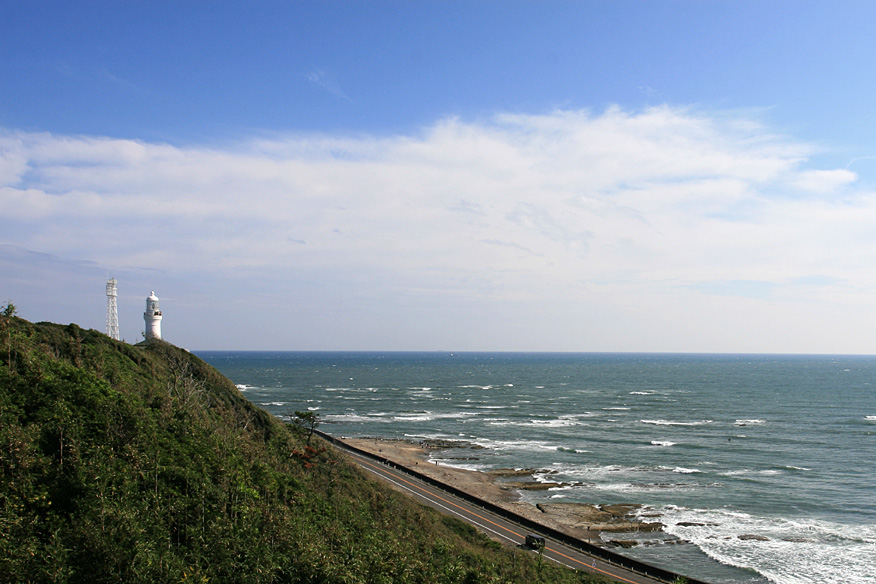
御前崎

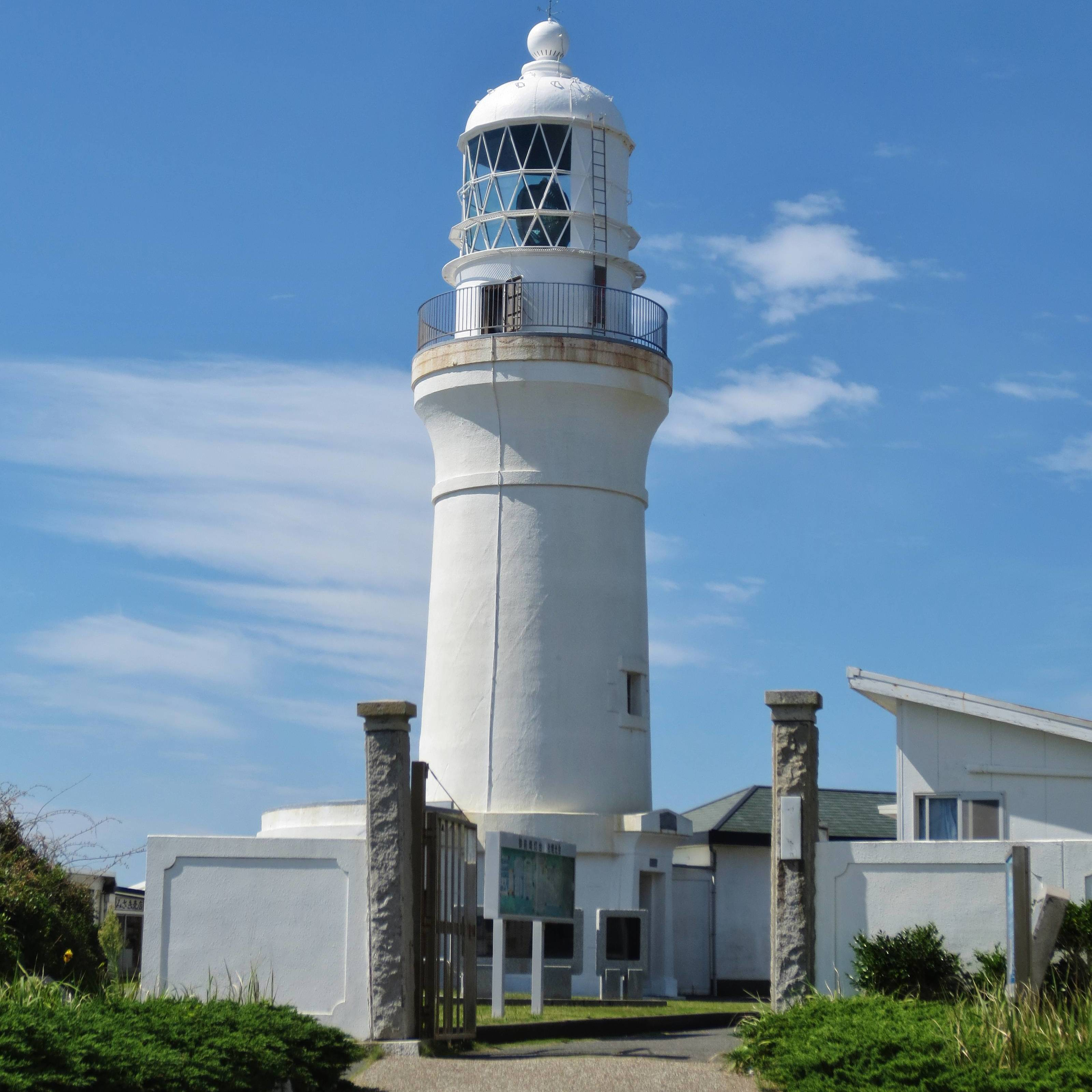
御前埼灯台

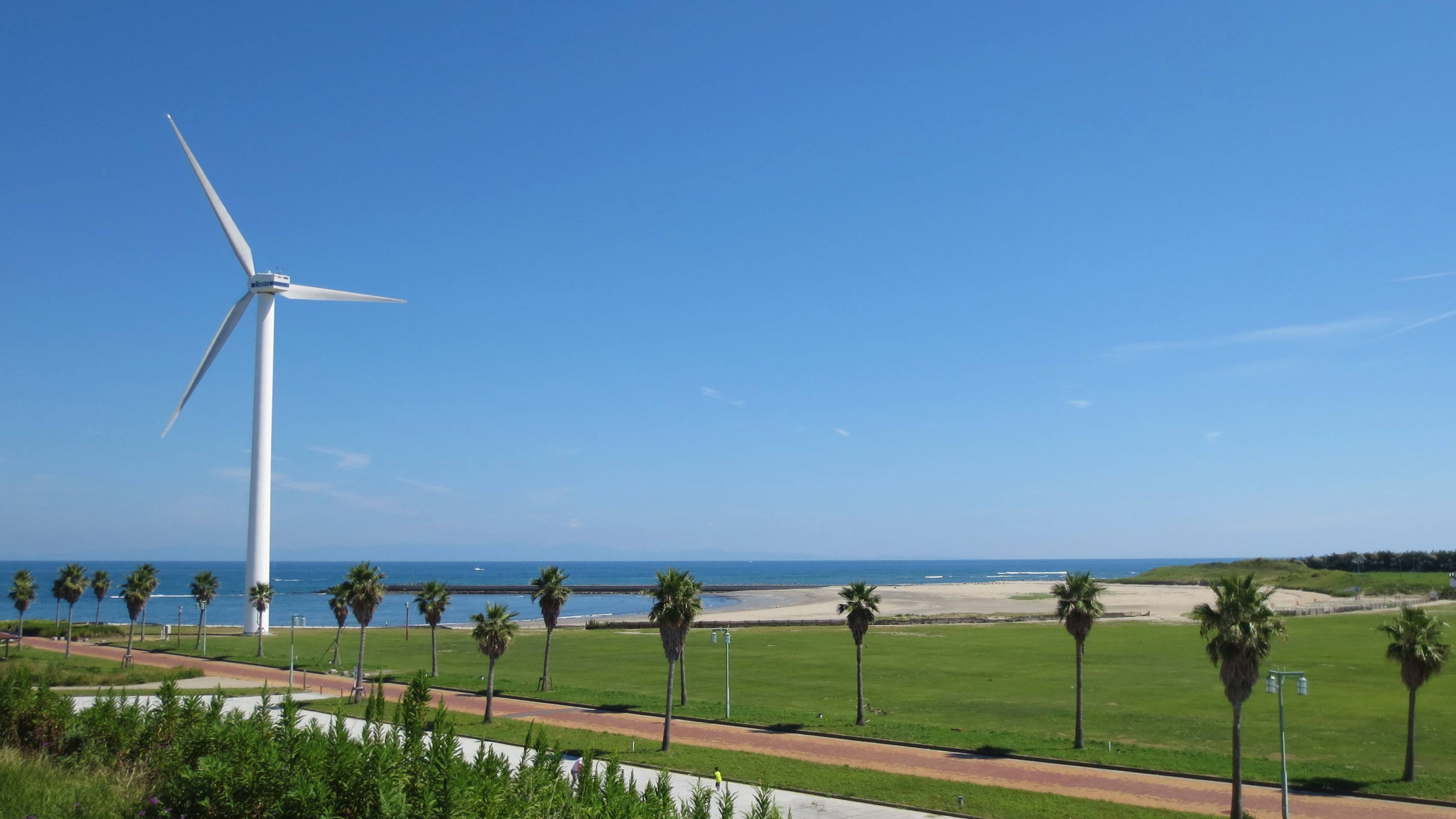
マリンパーク御前崎

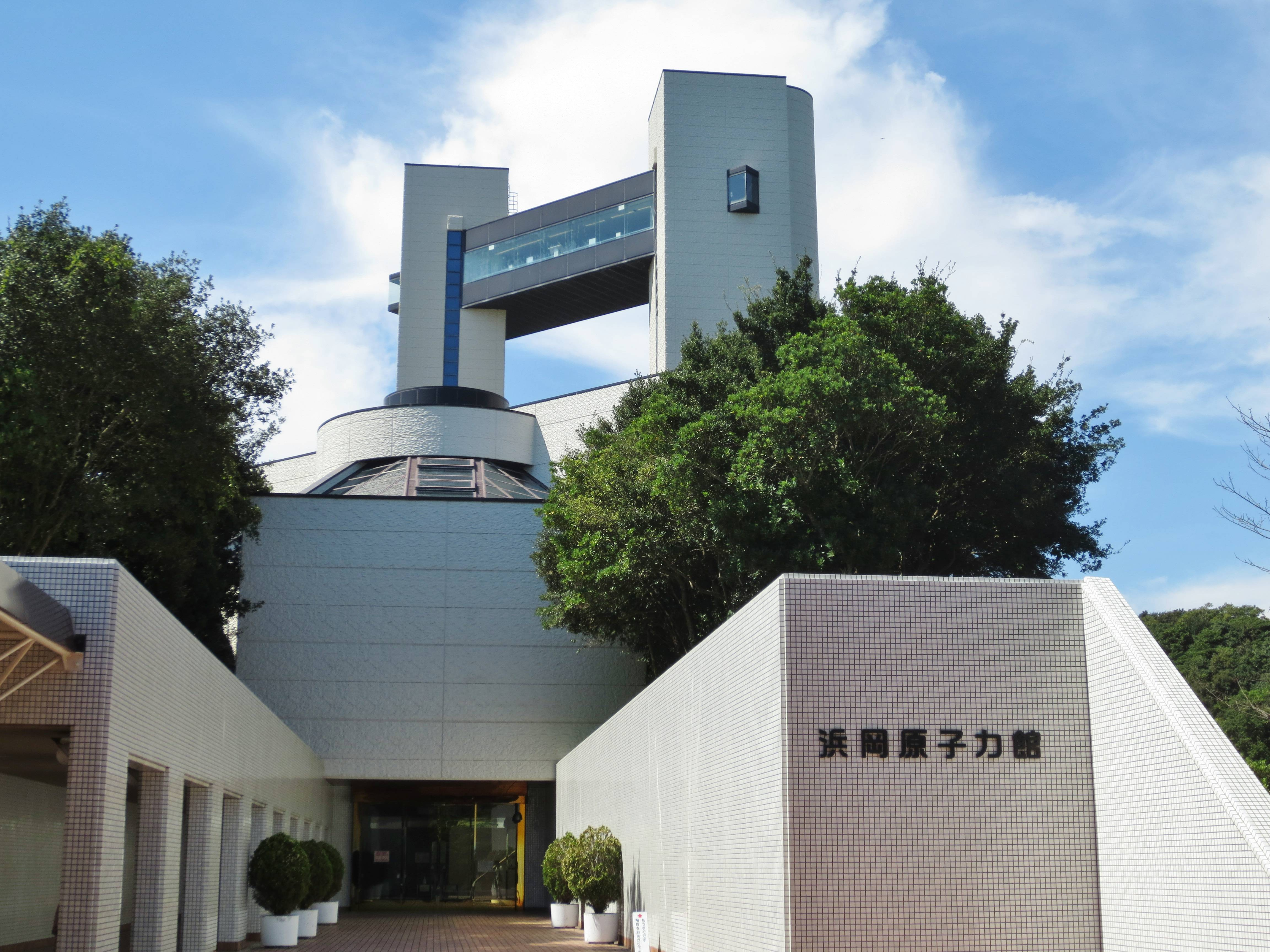
浜岡原子力館

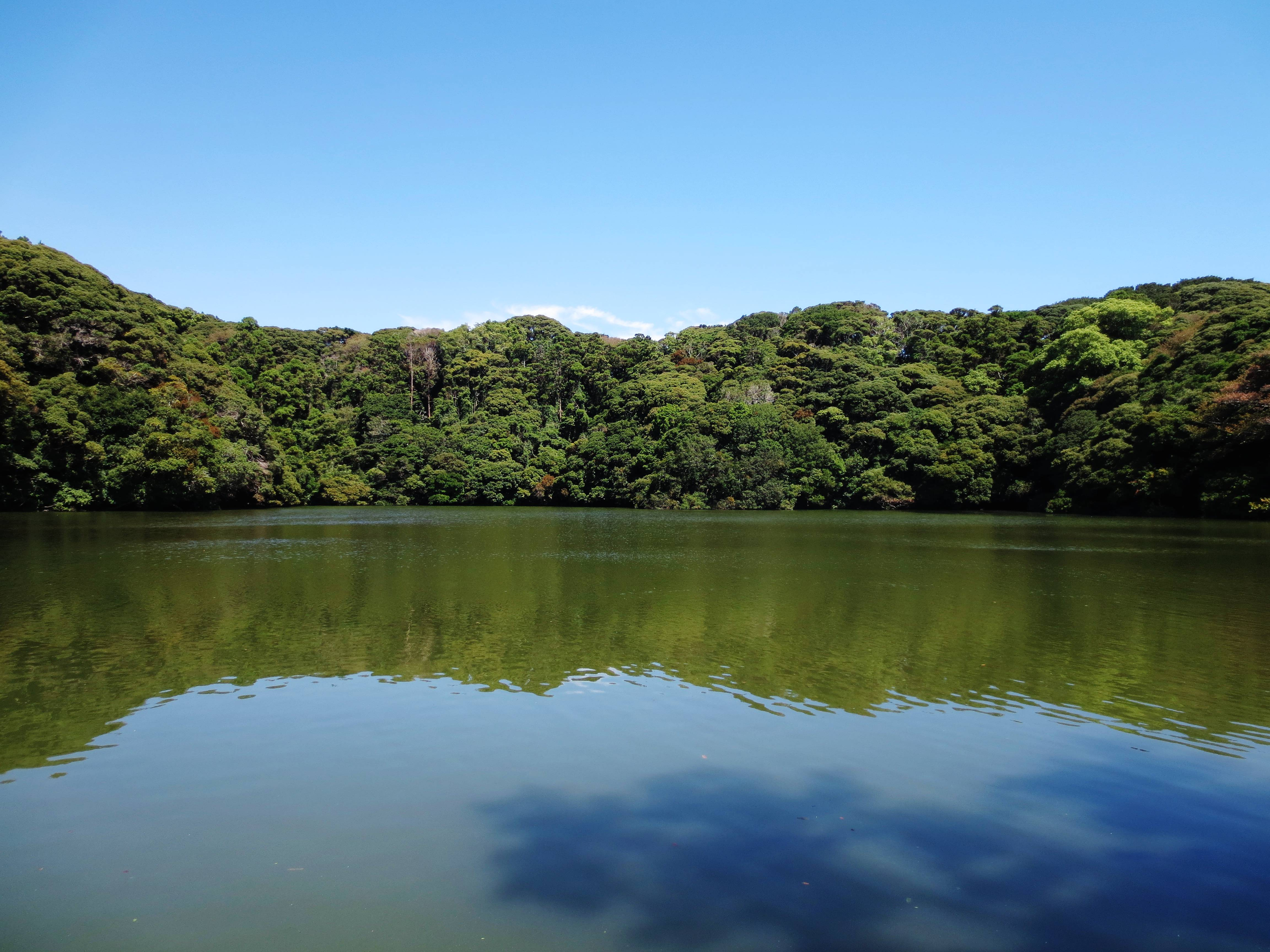
桜ヶ池

### 名所・旧跡・観光スポット
- 御前崎
  - 御前崎港
  - 御前埼灯台
  - 御前埼ケープパーク - 中でも『潮騒の像』は、「恋人の聖地」として認定されている。
  - 御前崎渚の交番 - 御前崎市の観光案内所
  - マリンパーク御前崎 - 御前崎海水浴場がある
- がっこーにいこう！ - 給食のメニューが味わえる飲食店。静岡市清水区に「しみず分校」もある。
- 猫塚とねずみ塚
- 海鮮なぶら市場 - 『シラスアイス』という珍しいアイスがある。
- なぶら館
- あらさわふる里公園
- 浜岡原子力発電所浜岡原子力館・新エネルギーホール
- 八幡平城址
- 白羽の風蝕礫産地
- 桜ヶ池　敏達天皇の御世に瀬織津姫が出現された伝承がある。
- 浜岡砂丘（浜岡大砂丘）

### 祭事・催事
- 池新田（下水神社御祭禮）
- 佐倉（池宮神社 おひつ納め）（県指定無形民俗文化財）
- 門屋（高松神社禮祭 奉納相撲）（御前崎市指定文化財）
- 比木（賀茂神社禮祭）（比木賀茂神社の社叢は県天然記念物)
- 御前崎（駒形神社御祭禮）（御前崎市指定文化財）
- 白羽（白羽神社御祭礼）

### 郷土料理
- ガワ - カツオ漁に出た漁師が船上で作ったのが始まりとされる郷土料理で、カツオにタマネギ、キュウリ、梅干し、大葉などを刻んで入れた冷やし味噌汁[19]。

## 出身者
- 朝比奈豊 - 毎日新聞社社長
- 伊藤麻衣 - 気象予報士
- 飯塚翔太 - 陸上競技選手
- 石井孝良 - ウィンドサーフィン選手
- 岡村正広 - 陸上競技選手
- 奥柿幸雄 - プロ野球選手
- 加藤剛 - 俳優
- 栗山さやか [20] - 海外での支援活動
- 佐々木健 - プロ野球選手
- 佐藤康幸 - 元プロ野球選手
- 篠田治策 - 法学者
- 清水園美 - 女優
- 下村勝 - 政治家、御前崎市長
- 髙須啓睦 - アナウンサー
- 高塚奈央子 - アナウンサー
- 長嶋清幸 - プロ野球選手[21]
- 長嶋万記 - 競艇選手
- 二俣翔一 - プロ野球選手
- 丸尾直美 - 経済学者、元中央大学教授
- 水野成夫 - 実業家
- MOCKY - ミュージシャン（Jam9）（旧浜岡町）[22]
- 薮田悠翔 - フリースタイルフットボーラー
- 柳澤重夫 - 前御前崎市長
- 吉沢実
- 山崎優作 - お笑い芸人

### 註釈
1. ↑  旧浜岡町域では85,86、旧御前崎町域では63の市内局番を使用。
2. ↑  静岡県榛原郡白羽村は、御前崎村と合併し、1955年に御前崎町が設置された。